# Araneus tellezi
Araneus tellezi Levi, 1991 è un ragno appartenente alla famiglia Araneidae.

## Distribuzione
L'olotipo femminile, due paratipi femminili e due paratipi maschili sono stati rinvenuti in una località del Messico centrale: nei pressi di El Xitle, nel Distrito Federal.

## Tassonomia
Non sono stati esaminati esemplari di questa specie dal 1991
Attualmente, a dicembre 2013, non sono note sottospecie